# Monegrillo (kommun)
Monegrillo är en kommun i Spanien.   Den ligger i provinsen Provincia de Zaragoza och regionen Aragonien, i den nordöstra delen av landet, 300 km öster om huvudstaden Madrid. Antalet invånare är 464.